# Tiunovo
Tiunovo (en rus: Тиуново) és un poble del krai de Perm, a Rússia, que forma part del raion de Gaini. El 2010 tenia 22 habitants.